# Rue Athinás
La rue Athinás (en grec moderne : Οδός Αθηνάς, « rue d'Athéna ») est une voie d'Athènes.

## Situation et accès
C'est une rue commerçante et partiellement piétonne traversant le quartier de Psyrí entre la Place Omónia et Monastiráki du centre-ville d'Athènes. 
La ligne verte du métro d'Athènes suit cette voie.

## Origine du nom
La rue tire son nom de la déesse Athéna.

## Historique
La rue a été pavée pour la première fois au 19e siècle, tandis que des bâtiments modernes ont commencé à être construits dans les années 1950. 

## Bâtiments remarquables et lieux de mémoire
Le principal bâtiment de la rue Athinás est la mairie d'Athènes, en face de la place Kotziá. 
On y trouve également le marché municipal de la capitale avec un marché aux fruits et légumes (Lachanagora), un marché aux poissons (Psaragora) et un marché à la viande (Kreatagora).